# Post- und Handelsstraßen in der Schwinzer und Nossentiner Heide

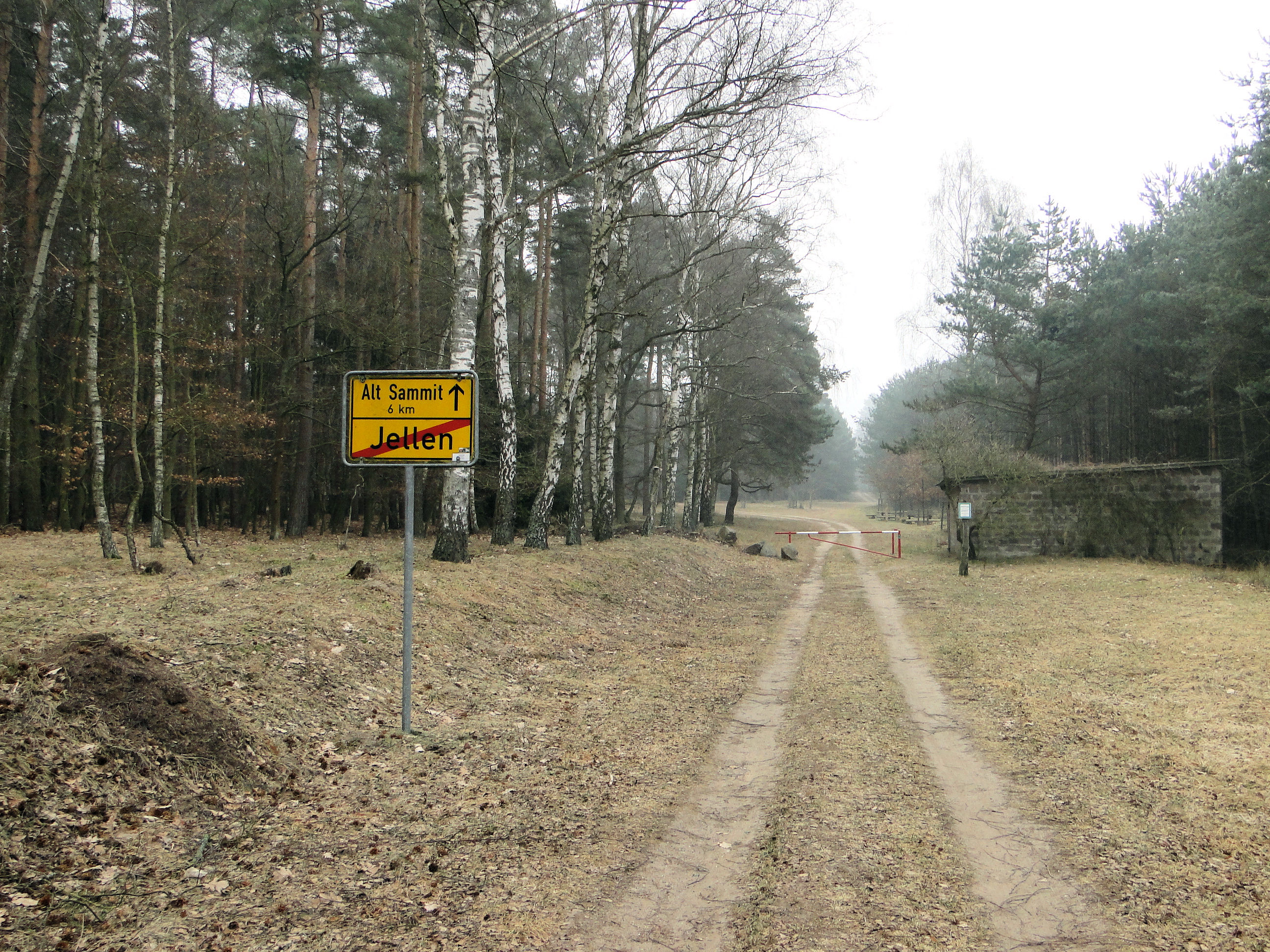
Jellen (2011)

Die Post- und Handelsstraßen in der Schwinzer und Nossentiner Heide waren als Altstraßen Verkehrswege in der Mitte Mecklenburgs. Manche sind als Wanderwege im Naturpark Nossentiner/Schwinzer Heide erhalten.

## Bedeutung

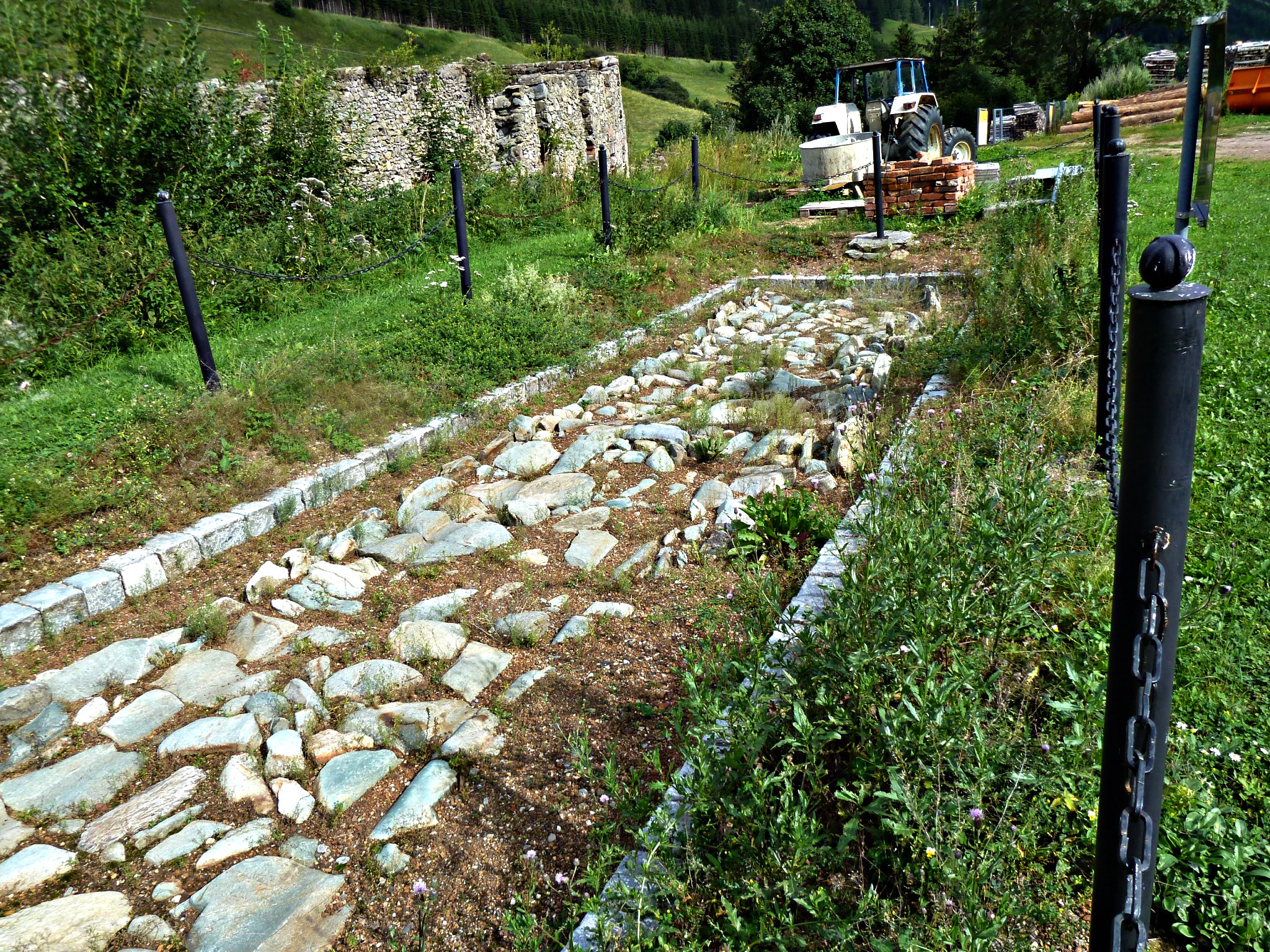
Denkmalgeschützter Rest einer Post- und Commerzialstraße in Vordernberg in der Steiermark

Die einsamen Heidelandschaften waren umgeben von kleinen Städten, zwischen denen sich vielfältige wirtschaftliche, kulturelle und politische Beziehungen entwickelten. Im Mittelalter war es die Hanse, die am Warenverkauf im Binnenland interessiert war und in Dobbertin, Glave und Hohen Wangelin Niederlassungen unterhielt. Landstraßen dienten auch der Kommunikation zwischen den weltlichen und kirchlichen Verwaltungen, Fürstenhäusern und Klöstern. Nach dem Dreißigjährigen Krieg belebten sich Handel und Gewerbe. Wie immer waren die Hafenstädte Ausgang und Ziel von Handelswegen. Auch bei vielen Menschen wuchs das Bedürfnis, Nachrichten und Waren zu verschicken und zu reisen. Das Postwesen entwickelte sich. Nach festen Postcoursen (Fahrplänen) überbrachten berittene Boten die Sendungen. Da dem Klosteramt Dobbertin die Beförderung von Briefen und Paketen nicht schnell und sicher genug erschien, ließen die Nonnen fast 17 Jahre lang unter Missachtung der Hoheitsrechte einen klostereigenen Boten neben der herzoglichen Post in Richtung Güstrow fahren. Später kamen Fahrposten auf, die auch Personen beförderten. Als im 18. Jahrhundert der Handel zunahm und Vermessungen genauer wurden, wurden Frachtstraßen – Commerzialstraßen – festgelegt. Viele verbanden Handelsorte auf kürzerem Weg als die Poststraßen; streckenweise waren sie identisch.
Von den erfassten 208 Wegen waren auf den Karten von 1794 schon 161 Wege verzeichnet. Die Messtischblätter aus dem Jahr 1881 enthielten genau 199 Wege. Danach entstanden nur neun neue Verkehrsverbindungen. Die meisten Wegekreuzungen befanden sich in Neu Schwinz, östlich vom Kloster Dobbertin gelegen, und in Bornkrug. Gaststätten mit Krugrecht entwickelten sich vor allem an Wegekreuzungen. Bornkrug hatte zeitweilig ein Postwärter-Amt mit Station. Wegen der Kutschpferde und der Rad- und Achsenbrüche waren Schmieden wichtig.
Im 18. Jahrhundert dauerte eine Landmeile (7532,5 m) im Sommer eine Stunde und 15 Minuten, im Winter eine Stunde und 30 Minuten. Die Reise über fünf Meilen (Goldberg–Jabel) nahm durchschnittlich einen Tag in Anspruch; die Fahrt von Güstrow nach Berlin beanspruchte zwei volle Tage.

## Instandhaltung
Der bereits 1701 eingesetzten Wege-Beaufsichtigungs-Kommission fehlte es an Durchsetzungswillen. Noch 1803 gab es „eigentlich überhaupt noch keine Landstraßen, insofern nämlich diese Benennung nur gebauten und mit Sorgfalt unterhaltenen öffentlichen Wegen zukommt“. Die Wegekommissionen bereisten zwar jährlich die Verkehrswege ihres Gebiets und erstellten Protokolle, die den Gutsbesitzern mitgeteilt wurden. Allerdings:

„Der Sommerfeldzug der Kommission hatte seine behaglichen Seiten: das Terrain war bekannt, die Etappenörter nicht zu weit gelegen, das Land mit Allem reichlich versehen, und klüglich wußte man es so einzurichten, daß man zum Frühstück beim Pächter X eintraf, dessen Frau als Verfasserin der besten Schinken bekannt war, zum Mittag beim Pächter Y, der schon vorläufig den Tod eines fetten Kalbes annonciert hatte, und zu Abend beim Gutsbesitzer Z, der doch neulich durch die Größe seiner Karauschen eine Wette gewonnen hatte.“

Für die ständige Unterhaltung und Befahrbarkeit der unbefestigten Landwege im gesamten Klosteramtsgebiet, auch in der Schwinzer Heide, hatten die Forstämter des Klosters Dobbertin Sorge zu tragen. Erste Verbesserungen erreichte man mit dem Anlegen von Wassergräben beidseitig der Landwege.

## West-Ost-Verbindungen
Von Nord nach Süd geordnet
Für den West-Ost-Verkehr waren Goldberg und Dobbertin die Tore zur Schwinzer Heide. Bei seinem ausgedehnten und verstreuten Grundbesitz hatte das Kloster Dobbertin größtes Interesse an zuverlässigen Landwegen. So führte die Malchower Landstraße weiter in die Dobbertiner Sandpropstei.

### Dobbertin – Krakow
Als Teil einer Commerzialstraße führte die Landstraße vom Kloster Dobbertin über die Waldarbeiterdörfer Schwinz, Jellen und Alt Sammit nach Krakow. Zwischen Schwinz und Alt Sammit kann der Weg noch heute benutzt werden. Er führt vorbei am Naturschutzgebiet Jellen. Das Gebiet war dünn besiedelt und hatte leichte Böden, die nach Regenfällen bald wieder befahrbar waren.

### Dobbertin – Hohen Wangelin

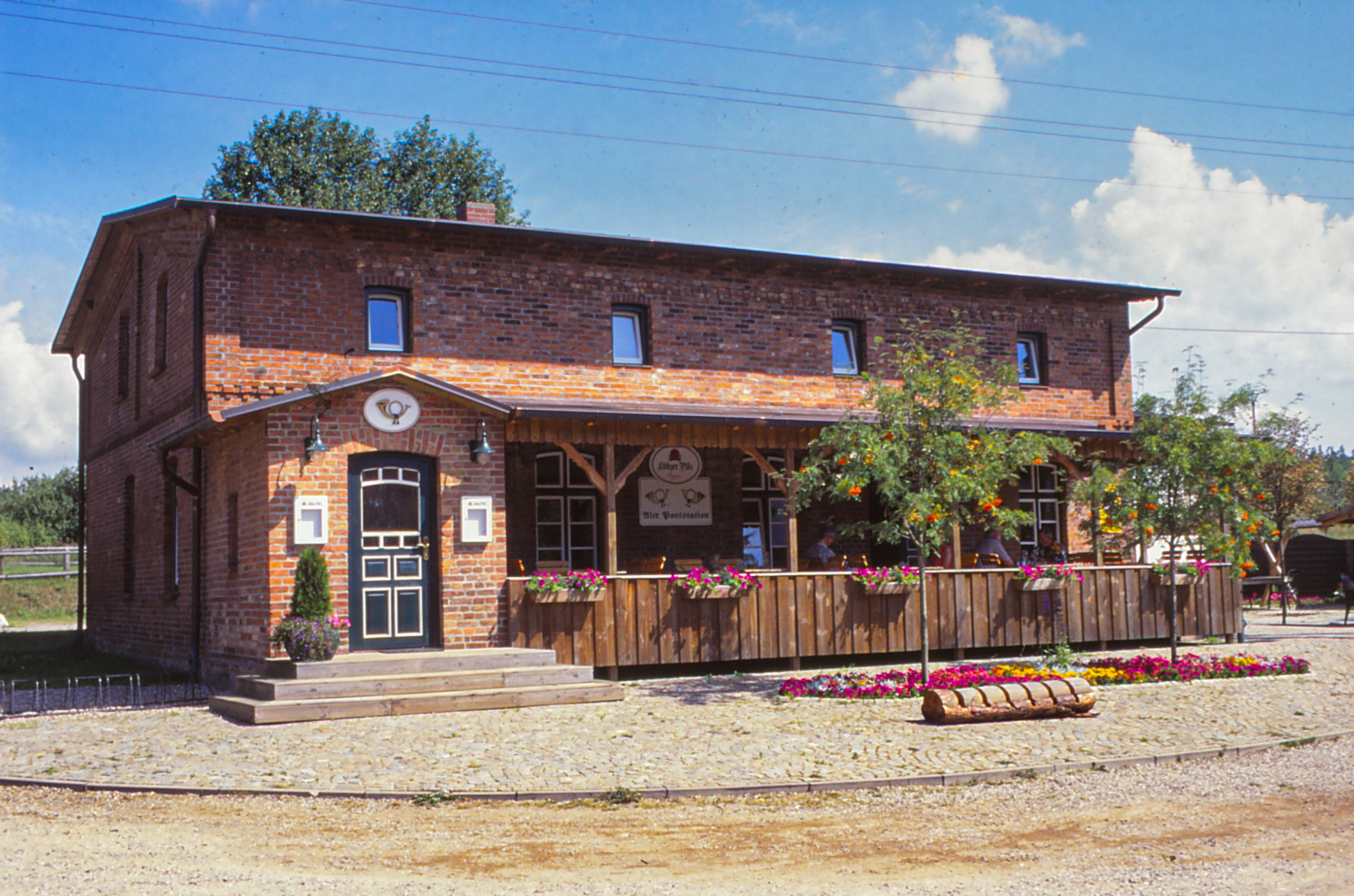
Neue Alte Poststation in Bornkrug

Als wohl älteste Verbindung führte der Weg vom Kloster über Lüschow und das Nordufer des Goldberger Sees in die Schwinzer Heide. Über den Grünen Jäger, Glave und Bornkrug erreichte man Hohen Wangelin am Nordrand der Nossentiner Heide. Schon im Frühmittelalter war dieser Weg Teil einer Handelsstraße von Hamburg nach Stettin. Genutzt von den Kaufleuten der Hanse, diente er im 19. Jahrhundert als Commerzialstraße. Bei seiner Breite ist der Weg zwischen Grünem Jäger und der Bundesstraße 103 noch heute gut erkennbar. Unterbrochen wird er vom Schießplatz bei Alt Schwinz und von der Bundesautobahn 19.

### Dobbertin – Malchow
Die Malchower Landstraße als ältester Klosterweg ging von Dobbertin durch die Schwinzer Heide bis zum Kloster Malchow und wurde zeitweilig auch als Post- und Commerzialstraße genutzt. Sie kreuzte vier Nord-Süd-Wege. Die Straße von Parchim nach Malchin querte sie am Samoter Krug, der 1780 gebaut und 1878 abgerissen wurde. Sie berührte das heutige Naturschutzgebiet Paschensee.

### Parchim – Malchin
Die Straße von Parchim nach Malchin verband Hamburg mit Vorpommern. Das Stück zwischen Karow und Bornkrug wurde 1978 durch die nachmalige Bundesautobahn 19 bei Ortkrug unterbrochen. Bis dahin ist es als Teil eines Rundwanderwegs bei Einheimischen und Pilzsuchern sehr beliebt. Am Wegekreuz mit der Malchower Landstraße nördlich vom Samoter See lag der Samoter Krug.

## Nord-Süd-Verbindungen
Von West nach Ost geordnet 
Am Grünen Jäger querte die alte Nord-Süd-Verbindung den Landweg vom Kloster Dobbertin  zum Sechswegekreuz Bornkrug im heutigen Dobbin-Linstow. Dort ging es dort weiter nach Malchin im Nordosten und Waren im Südosten.

### Sternberg – Parchim

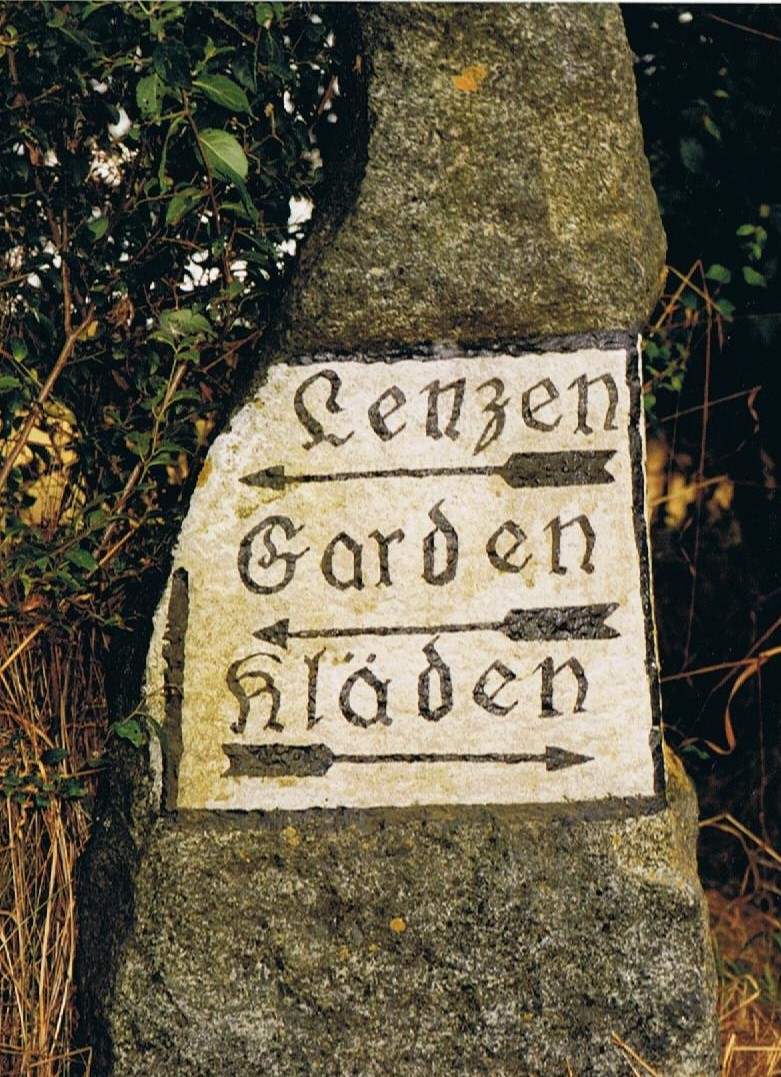
Wegweiserstein

Im Westen der Schwinzer Heide führte der Landweg von Sternberg durch Kläden (Dobbertin) zur Alten Mühle. Nur dort konnte die Mildenitz zwischen Sternberg und Dobbertin überquert werden. Hinter Dobbin (Dobbertin) ging es nach Süden (Parchim) weiter. Nach Westen kam man über Borkow, das Lehngut des Klosters Dobbertin, nach Dabel. Diese Verbindung ist auf einer Karte aus der Zeit um 1700 eingezeichnet. Heute ist sie Teil eines Wanderwegs.

### Güstrow–Goldberg
Ebenfalls seit Ende des 17. Jahrhunderts verkehrten Posten aus Güstrow über den Hellberg und über Dobbertin nach Goldberg und weiter. Einen Rest des Landweges findet man noch bei Spendin im Wald westlich der Chaussee. Eine Commerzialstraße von Güstrow nach Goldberg verlief über die Waldarbeitersiedlung Kleesten und Schwinz. Mit dem Bau der Chaussee verlor sie ihre Bedeutung. Der Charakter der Siedlungen ist noch heute erhalten.

### Güstrow – Wooster Heide – Lübz
Der Weg führte über Rum Kogel durch die Schwinzer und Wooster Heide, über die Westseite des Damerower Sees nach Penzlin und Lübz.

### Güstrow – Wittstock

Grüner Jäger in der Schwinzer Heide (1924)

Die älteste Verbindung war vermutlich ein Landweg, der von Güstrow über das Samitter Feld und östlich des Paschensees nach Plau und weiter in die Mark Brandenburg (Wittstock) führte. Alexander von Weltzin, der Besitzer von Alt Sammit, ließ 1689 einen Gasthof errichten, der Grüner Jäger genannt wurde. 1780 wurde der Weg auf Gut Bellin beseitigt. Anfang des 19. Jahrhunderts führte eine Commerzialstraße über Alt Sammit, Neu Sammit und Grünen Jäger nach Süden. Im Wald an der Nordostbucht des Damerower Sees baute der Neu Poseriner Gutsbesitzer 1926 ein Jagdhaus, das bis 1984 stand. Daran erinnert noch ein Rondeel mit Rhododendren. Die Verbindung zwischen Krakow und Karow wurde schon Ende des 17. Jahrhunderts zweimal in der Woche von den Postwagen befahren, die zwischen Güstrow und Alt-Kölln pendelten. Als erste in der Schwinzer Heide wurde sie zur Kunststraße (Chaussee) ausgebaut.

### Güstrow – Waren
Von Bornkrug aus führte ein Weg in südöstlicher Richtung zum Malkwitzer Krug in der Nähe des Malkwitzer Sees. Das war knapp die halbe Strecke nach Neu Gaarz an der Ostgrenze des heutigen Naturparks. Vom Gaarzer Krug am Krummen See sind nur Mauerreste unter Gebüsch erhalten.

### Güstrower Landstraße
Durch die Nossentiner Heide führt noch heute ein Landweg von Güstrow über Kieth, Bornkrug und Nossentiner Hütte nach Malchow. Ende des 18. und Anfang des 19. Jahrhunderts wurde dieser Weg von der Mecklenburgischen Post genutzt. Später fuhr man über Krakow, Bossow, Ortkrug, die Westseite vom Drewitzer See und Alt Schwerin nach Malchow. Nach Waren weiterfahren konnte man über die noch heute genutzte Straße über Silz, Nossentin und Jabel. Diese Route bot viele Möglichkeiten einzukehren.

## Wegweisersteine

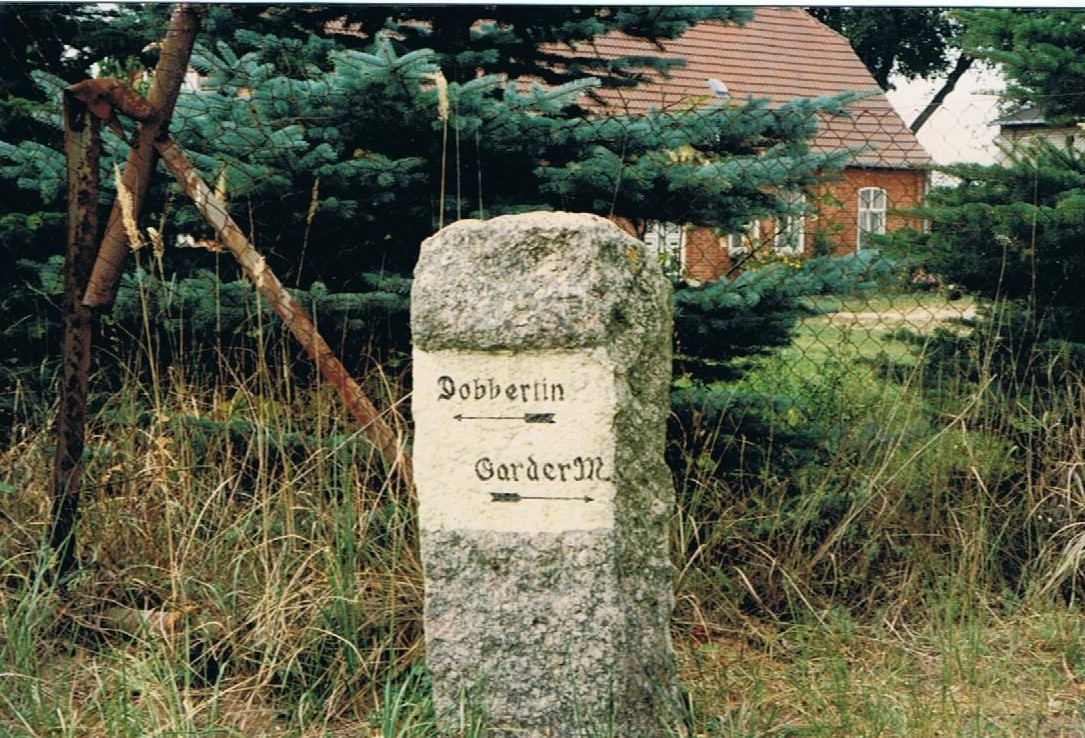
Dobbertin – Garder Mühle

Nach dem Nordischen Krieg (1674–1679) ließ das Klosteramt Dobbertin an den von ihm zu unterhaltenden Wegen behauene und beschriftete Granitsteine als Wegweiser aufstellen. Mit dem Bau der ersten Kunststraßen gerieten sie – wie die alten Wege – in Vergessenheit. Im ehemaligen Klosteramtsgebiet befinden sich in der Umgebung von Dobbertin nahe der Klosterdörfer Schwinz, Dobbin, Kläden, Kleesten, Spendin, Altenhagen, Nienhagen, Lohmen, am Forsthaus Lähnwitz und an der ehemaligen Garder Mühle 33 seit Herbst 2016 wieder beschriftete Wegweisersteine. Auf Betreiben des ehrenamtlichen Bodendenkmalpflegers Manfred Soltwedel aus Lohmen und des Töpfermeisters Jens-Peter Planke aus Lenzen wurden diese historischen Wegweisersteine entziffert, fachgerecht restauriert und nach alten Vermessungskarten an ihren alten Standort gebracht. Fundprotokolle zu jedem Stein wurden beim Amt für Denkmalpflege, Abt. Archäologie des Landkreises übergeben.

## Kunststraßen
Als der Personen- und Handelsverkehr Anfang des 19. Jahrhunderts rasch zunahm, erwies sich der schlechte Zustand der Wege als Hemmnis der wirtschaftlichen Entwicklung. So beschloss Paul Friedrich (Mecklenburg) 1825, auf geeigneten Landstraßen Chausseen anzulegen:
- Krakow–Plau (1846)
- Karow–Malchow (1848)
- Goldberg–Dobbertin–Güstrow (1849)
- Goldberg–Karow (1871)

Mit ihnen nahm man eher Umwege in Kauf als weiterhin auf den schlechten Landstraßen zu fahren. Die alten Landwege mit ihren Wegweisersteinen hatten nur noch lokale Bedeutung. Hinzu kam 1846 die Fertigstellung der Bahnstrecke Berlin–Hamburg. Mit dem großherzoglichen Schlenker über Ludwigslust und Hagenow machte sie die Postverbindung zwischen Schwerin und Neustrelitz/Neubrandenburg hinfällig; sie beförderte aber die Nutzung der Straße Krakow–Plau durch die Einrichtung einer Schnellpost von Güstrow nach Glöwen mit seinem Bahnanschluss in der brandenburgischen Prignitz.
Von den Chausseehäusern sind einige von privater Hand erneuert worden, viele sind verfallen.

## Erhaltene Reste von Poststraßen
Nach W. Mewes (2005), S. 14
| Wegnummer | Wegverlauf                                      | Länge  |
| --------- | ----------------------------------------------- | ------ |
| A 12      | Godern Mühle–Pinnow (bei Schwerin)              | 2,4 km |
| B 11      | Sternberger Burg–Kreisgrenze/Buchenhof          | 2,9 km |
| B 16      | Kobrow#Stieten–Kuhlen-Wendorf#Holzendorf        | 4,6 km |
| BE 20     | Ruester Krug–Weg BE 19                          | 2,2 km |
| D 08      | Demen–Wessin                                    | 5,7 km |
| D 15      | Crivitz#Stadtgliederung–Crivitz#Stadtgliederung | 3,9 km |
| D 17      | Kreuzung Crivitz#Stadtgliederung–Basthorst      | 1,1 km |
| D 22      | Wessin–Hof Zapel                                | 2,9 km |
| D 27      | Bülow (bei Crivitz)#Runow –Straße Bülow/Prestin | 1,6 km |
| E 01      | Neuhof–Klädener Forst                           | 0,7 km |
| E 04      | Kleesten–Suckwitz                               | 1,9 km |
| EB 06     | Ruest–Dinnies (Hohen Pritz)                     | 1,7 km |
| E 07      | Below–Richtung Ruest                            | 1,5 km |
| E 10      | Mühlenhof (Techentin)–Mestlin                   | 3,0 km |
| F 02      | Straße Mestlin/Zölkow–Zölkow                    | 0,6 km |
| F 04      | Hof Grabow–Kossebade                            | 1,7 km |
| F 19      | Granzin–Muchow                                  | 2,9 km |
| F 20      | Stresendorf–Granzin                             | 4,8 km |
| G 01      | Dargelütz–Forst Dargelütz                       | 1,1 km |
| HE 03     | Herzberg (Obere Warnow)–Mühlenhof (Techentin)   | 2,6 km |
| H 06      | Tannenhof–Herzberg (Obere Warnow)               | 3,1 km |
| H 38      | Kreisstraße Benzin                              | 3,0 km |
| H 52      | Zachow–Siggelkow                                | 3,3 km |
| I 06      | Straße Zarchlin/Plauerhagen–Plau am See         | 3,7 km |
| IH 07     | Plau am See–Kuppentin                           | 7,4 km |

### Gedruckte Quellen
- Mecklenburgische Jahrbücher (MJB)

### Ungedruckte Quellen
Landeshauptarchiv Schwerin (LHAS)
- LHAS 3.2-3/1 Landeskloster/Klosteramt Dobbertin.
- LHAS 5.12-4/3 Ministerium für Landwirtschaft, Domänen und Forsten.

Museum Stadt Goldberg
- Akten Klosterforst Nr. 1423, 1424, 1427.

## Karten
- Bertram Christian von Hoinckhusen:  Mecklenburg Atlas um 1700.
- Direktorial-Vermessungskarte Von dem Hochadelichen Dobbertinschen Klosteramts, 1759.
- Historischer Atlas von Mecklenburg, Wiebekingsche Karte von 1786.
- Topographisch oekonomischund militaerische Karte des Herzogttums Mecklenburg-Schwerin und des Fürstentums Ratzeburg des Grafen Schmettau, 1788.
- Preußische Landesaufnahme 1880, Großherzogthum Mecklenburg-Schwerin 1882, Nachtrag 1919.
- Wirtschaftskarten vom Forstamt Dobbertin, Amt Parchim und Güstrow, 1927/28.
- Offizielle Rad- und Wanderkarte Naturpark Nossentiner/Schwinzer Heide, 2010.